# 九坡地雷工厂旧址
九坡地雷工厂旧址，位于中国广东省湛江市廉江市新民镇九坡村，为湛江市廉江市的一个市级文物保护单位，类型为近现代重要史迹及代表性建筑，公布时间为1981年11月12日。
九坡地雷工厂旧址的历史年代为解放战争时期。